# Цабанго
Цаба́нго (англ. Tsabango) — традиційна громада у складі дистрикту Лілонгве Центрального регіону Малаві.
Населення — 63076 осіб (2018).